# Upogebiophilus rhadames
Upogebiophilus rhadames là một loài chân đều trong họ Bopyridae. Loài này được Nobili miêu tả khoa học năm 1906.